# Variedad (botánica)
En plantas, el término variedad tiene una definición botánica y una legal. 
En botánica y agronomía, la variedad es una población con caracteres que la hacen reconocible a pesar de que hibrida libremente con otras poblaciones de la misma especie. Es un rango taxonómico por debajo de la subespecie y por encima de la forma. Hay variedades que son poblaciones silvestres y hay variedades cultivadas, y están reguladas por el Código Internacional de Nomenclatura Botánica. No todas las plantas cultivadas pueden acomodarse a una clasificación botánica, si bien todas pueden ser clasificadas botánicamente hasta cierto grado.
En cambio el término legal, como utilizado en las leyes, se estableció en París en 1961, en la convención conocida como Unión Internacional para la Protección de Nuevas Variedades de Plantas (UPOV), que define a la variedad como una población de plantas mejorada genéticamente para comercialización por parte de un «obtentor» que puede ser el que la desarrolló o el que la descubrió y luego la desarrolló, y que puede ser identificada por sus caracteres al menos genéticos. A agosto de 2005, 51 países habían firmado el convenio. El reconocimiento de un producto agrícola como una «variedad» provee al obtentor de ciertas protecciones legales, llamados derechos de los mejoradores, que dependen de la extensión de la legislación interna de los países signatarios. Si las características propias se deben a la geografía de la zona de producción, una variedad puede ser registrada como una denominación de origen. Para ser registrada, una variedad ha de ser genéticamente distinta a cualquier otra conocida y a la vez homogénea entre sus propios especímenes. 
Pero no hay que confundirla con un cultivar, cuyo estatus legal es el mismo en todo el mundo.[cita requerida]